# Villers-Notre-Dame
Villers-Notre-Dame is een dorp in de Belgische provincie Henegouwen, en een deelgemeente van de Waalse stad Aat. Het dorpje ligt aan het riviertje de Oostelijke Dender. Aan de overkant van het riviertje ligt Villers-Saint-Amand.
Villers-Notre-Dame was een zelfstandige gemeente, tot die bij de gemeentelijke herindeling van 1977 toegevoegd werd aan de gemeente Aat.

## Bezienswaardigheden
- De Onze-Lieve-Vrouwekerk (Église Notre-Dae) is een bakstenen neoromaans kerkgebouw van 1862. De kerk bezit kerkmeubilair en kunstvoorwerpen uit de 16e tot en met de 19e eeuw.
- De Moulin de Villers van 1883, een watermolen op de Westelijke Dender waarvan het rad werd verwijderd.

## Natuur en landschap
Villers-Notre-Dame ligt aan de Westelijke Dender en de hoogte bedraagt 43 meter aan de kerk. In het westen liggen enkele bossen. 

## Demografische ontwikkeling
- Bronnen:NIS, Opm:1831 tot en met 1970=volkstellingen, 1976= inwoneraantal op 31 december

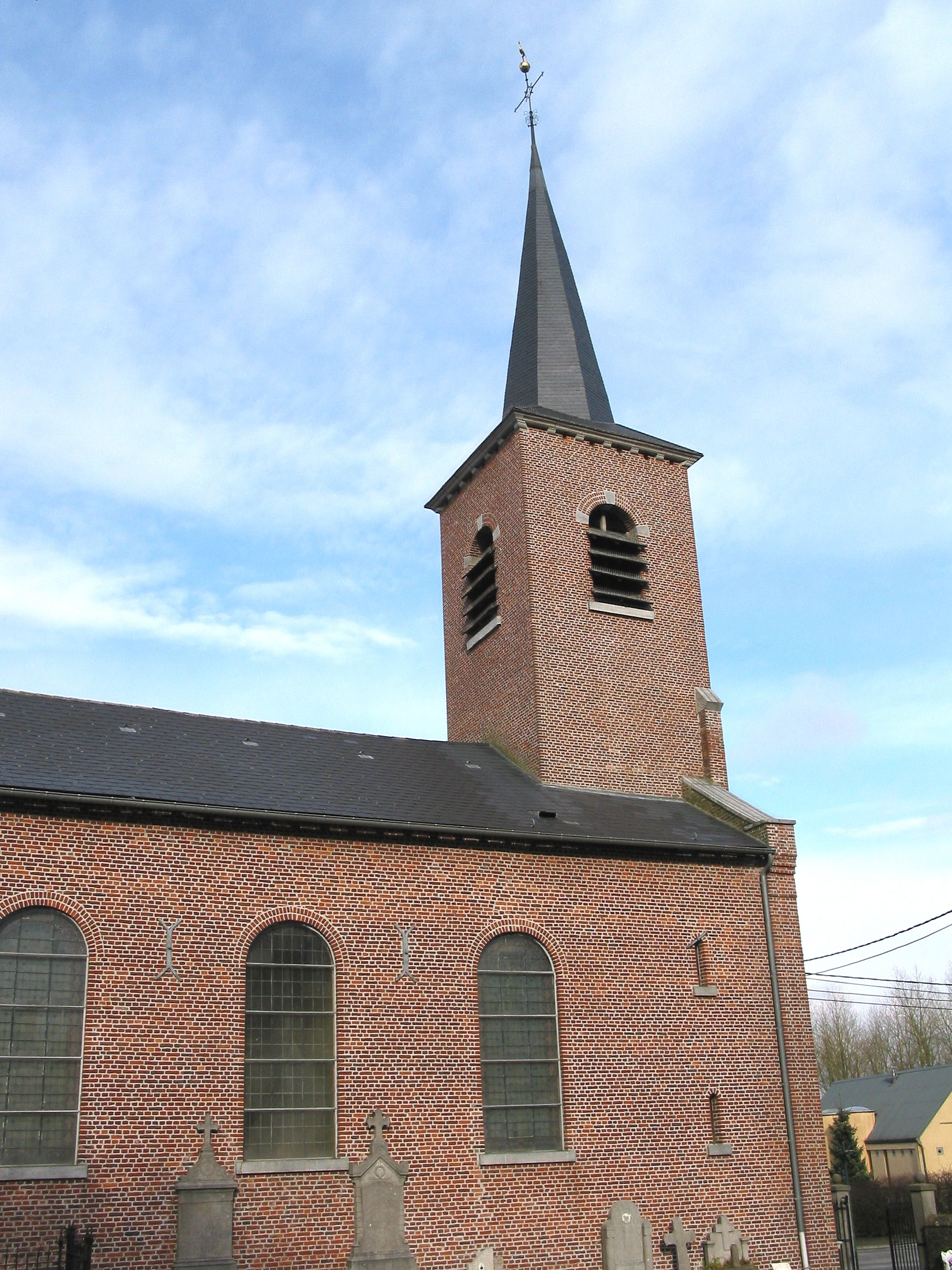
Eglise Notre-Dame de la Visitation

## Nabijgelegen kernen
Villers-Saint-Amand, Irchonwelz, Moulbaix